# Salzlake
Eine Lake ist eine Lösung von Speisesalz in Wasser. Das Wort Lake ist sprachgeschichtlich die niederdeutsche Entsprechung des hochdeutschen Wortes Lache, hat aber eine andere Bedeutungsgeschichte durchgemacht. Salzlake ist ein Pleonasmus, da eine Lake immer Salz enthält.
Unter Sole versteht man eine hochkonzentrierte Salzlake zur Salzgewinnung.

## Pökellake
Wird die Lake zum Nasspökeln, also zum Einlegen von Nahrungsmitteln in Salzlake, verwendet, spricht man von Pökellake. Unter Trockenpökeln versteht man das Einreiben von Nahrungsmitteln in Salz.
Das Einlegen von Nahrungsmitteln, wie Fleisch, Fisch, Käse (Salzlakenkäse), Eier (Solei), Bohnen (Saure Bohnen) oder Weißkraut (Sauerkraut, Kimchi) dient der Konservierung von Lebensmitteln: Die nahrungsverderbende Mikroorganismen werden durch den hohen Salzgehalt gering gehalten, da der osmotische Druck der Salzlösung den Mikroorganismen das Wasser in ihren Zellen entzieht. Im Falle von Sauren Bohnen, Sauerkraut und Kimchi ist die Milchsäuregärung entscheidend für die konservierende Wirkung.
Außer dem Salz enthält die Pökellake oft noch weitere Zutaten, wie Zucker, Salpeter und Gewürze (z. B. Pfeffer, Wacholder, Koriander, Lorbeer, Macis oder Thymian), die die Konservierung unterstützen und dem Geschmack dienen. Zur Herstellung wird das Wasser zusammen mit Salz (bei Käse in der Größenordnung von 15–25 % Gewichtsanteil) sowie den übrigen Zutaten aufgekocht. Werden keine Gewürze verwendet, kann das Aufkochen entfallen. Nach dem Abkühlen werden die Nahrungsmittel mit der Lake bedeckt und müssen einige Tage in ihr ziehen.

## Nassgepökelte Nahrungsmittel
- Fischhalbkonserven, beispielsweise Salzheringe, Rollmops, Matjes, Anchovis, Kaviar (früher ausschließlich in Salzlake, heutzutage auch pasteurisiert), …
- Salzlakenkäse
- Solei
- Lakefleisch

## Milchsäurekonservierte Nahrungsmittel
- Saure Bohnen
- Sauerkraut
- Kimchi